# Paradigma de distribución Spoke-hub

Estructuras de rutas de aerolíneas hub-spoke: Los Ángeles y Denver sirven como hubs

El Paradigma de distribución Spoke-hub (en español: centro y conexiones) es un sistema de distribución consistente en un punto centralizado (hub o concentrador) en el que se concentran todos los elementos a distribuir y una serie de conexiones (spokes o radios) que son las direcciones de entrega. Tiene por lo tanto una topología de estrella y es aplicable a diferentes ámbitos.
Las formas simples de este modelo de distribución y conexión contrastan con los sistemas de tránsito de punto a punto, en los que cada punto tiene una ruta directa hacia cada otro punto, y que modelaron el principal método de transporte de pasajeros y carga hasta la década de 1970. Delta Air Lines fue pionera en el modelo de distribución de radios y centro en 1955, y el concepto revolucionó la industria de la logística de transporte después de que Federal Express demostrara su valor a principios de la década de 1970.

## Beneficios
El modelo spoke-hub, en comparación con el modelo de punto a punto, requiere menos rutas. Para una red de n nodos, solo se necesitan n − 1 rutas para conectar todos los nodos, por lo que el límite superior es n − 1 y la complejidad es O(n). Esto se compara favorablemente con las {\displaystyle {\frac {n(n-1)}{2}}} rutas, o O(n^2), que se requerirían para conectar cada nodo con todos los demás nodos en una red de punto a punto. Por ejemplo, en un sistema con 10 destinos, el sistema de centro y conexiones requiere solo 9 rutas para conectar todos los destinos, mientras que un sistema de punto a punto requeriría 45 rutas.
Sin embargo, la distancia recorrida por ruta será necesariamente mayor que en un sistema de punto a punto (excepto cuando la ruta no tiene intercambio). Por lo tanto, la eficiencia puede verse reducida. Por otro lado, para un mismo número de aeronaves, tener menos rutas que volar significa que cada ruta puede volarse con más frecuencia y con mayor capacidad, ya que la demanda de pasajeros puede provenir de más de una ciudad (suponiendo que los pasajeros estén dispuestos a hacer cambios, lo que conlleva sus propios costos).
Operaciones complicadas, como el clasificado y contabilidad de paquetes, pueden llevarse a cabo en el centro en lugar de en cada nodo, lo que conduce a economías de escala. Como resultado, los radios son más fáciles de operar y se pueden crear fácilmente nuevas rutas.

## Desventajas
Debido a que el modelo es centralizado, las operaciones diarias pueden ser relativamente inflexibles y los cambios en el hub, incluso en una sola ruta, pueden tener consecuencias inesperadas en toda la red. Puede ser difícil, e incluso imposible, manejar períodos ocasionales de alta demanda entre dos puntos. Como resultado, la programación de rutas es complicada para el operador de la red, ya que los recursos escasos deben utilizarse cuidadosamente para evitar la escasez en el centro, y se requiere un análisis de tráfico cuidadoso y una sincronización precisa para mantener el hub operando de manera eficiente.
Además, el centro de conexión constituye un cuello de botella o un punto único de falla en la red. La capacidad total de carga de la red está limitada por la capacidad del hub. Los retrasos en el centro (como debido a malas condiciones climáticas) pueden provocar retrasos en toda la red. La carga debe pasar por el hub antes de llegar a su destino, lo que requiere viajes más largos que los viajes directos de punto a punto. Esto puede ser beneficioso para el transporte de carga, que puede beneficiarse de las operaciones de clasificación y consolidación en el centro de conexión, pero es problemático para la carga que requiere tiempos críticos, así como para los pasajeros. La necesidad de transferir equipaje en el hub también aumenta el riesgo de pérdida de equipaje en comparación con el modelo de punto a punto.
Dado que se requieren al menos dos viajes para llegar a destinos que no sean el centro de conexión , la distancia recorrida puede ser mucho mayor que un viaje directo entre los puntos de partida y destino. El tiempo que se pasa en el centro aumenta la duración del viaje. Además, la importancia de que el centro de conexión funcione eficientemente significa que los retrasos pueden tener consecuencias más problemáticas, como perder un autobús, vuelo o tren de conexión. 

## Aviación comercial
En 1955, Delta Air Lines fue pionera en el sistema spoke-hub en su centro de Atlanta, Georgia, en un esfuerzo por competir con Eastern Air Lines. A mediados de la década de 1970, FedEx adoptó el modelo spoke-hub para la entrega de paquetes durante la noche. Después de la desregulación de la industria aérea en 1978, varias otras aerolíneas adoptaron el paradigma de spoke-hub de Delta.
Las aerolíneas han extendido el modelo de centro y conexiones de varias formas. Un método es crear centros de conexión adicionales a nivel regional y establecer rutas principales entre ellos. Esto reduce la necesidad de viajar largas distancias entre nodos cercanos. Otro método es utilizar ciudades focales para implementar servicios de punto a punto en rutas de alto tráfico y evitar el hub por completo.

## Transporte
El modelo de centro y conexiones también es aplicable a otras formas de transporte:
- Transporte marítimo en el que los barcos de alimentación transportan contenedores de envío desde diferentes puertos hasta una terminal central de contenedores para ser cargados en embarcaciones más grandes.
- Aerolíneas de carga: la mayoría de los vuelos de UPS Airlines pasan por su Worldport en el Aeropuerto Internacional de Louisville, y muchos paquetes de FedEx Express se procesan en su «SuperHub» en el Aeropuerto Internacional de Memphis.
- Transporte ferroviario de carga en el que la carga se transporta a una terminal central de intercambio. En la terminal, los contenedores de envío se cargan de un vagón de carga a otro, y se utilizan patios de clasificación para ordenar los vagones de carga en trenes y dividirlos según los distintos destinos. La carga intermodal a menudo se carga de un modo a otro en centros de conexión.
- El transporte público utiliza varios centros de transporte para permitir a los pasajeros realizar transbordos entre diferentes líneas o modos de transporte. A menudo, estos centros son intermodales y conectan autobuses, tranvías, trenes locales, metros, etc.

En el transporte por carretera de pasajeros, el modelo de centro y conexiones no se aplica porque los conductores generalmente toman la ruta más corta o rápida entre dos puntos. Sin embargo, la red de carreteras en su conjunto también incluye carreteras de mayor orden, como autopistas de acceso limitado, y carreteras locales, con la mayoría de los viajes comenzando y terminando en estas últimas pero recorriendo la mayor parte de la distancia en las primeras.

## Distribución industrial
El modelo de centro y conexiones también se ha utilizado en la teoría de la geografía económica para clasificar un tipo particular de distrito industrial. La geógrafa económica Ann Markusen teorizó sobre los distritos industriales, con un número de empresas e instalaciones industriales clave actuando como centros, y empresas y proveedores asociados que se benefician de su presencia y se organizan a su alrededor como los radios de una rueda. La característica principal de dichos distritos industriales de centro y conexiones es la importancia de una o más grandes empresas, generalmente en un sector industrial, rodeadas de empresas más pequeñas y asociadas. Ejemplos de ciudades con este tipo de distritos incluyen Seattle (donde se fundó Boeing), Silicon Valley (un centro de alta tecnología) y Toyota City, con Toyota.

## Relaciones del este asiático
En el ámbito de las relaciones del este asiático, según Victor Cha, spoke-hub se refiere a la red de alianzas bilaterales entre Estados Unidos y otros países individuales del este asiático. El sistema establece una arquitectura de seguridad bilateral dominante en el este asiático que difiere de la arquitectura de seguridad multilateral en Europa. Estados Unidos actúa como un «hub», y países asiáticos como Corea del Sur y Japón son sus «spokes». Existe una fuerte alianza entre el centro y las conexiones, pero no hay spokes firmemente establecidas entre los radios en sí.
Este sistema fue inspirado por John Foster Dulles, Secretario de Estado de los Estados Unidos de 1953 a 1959. Utilizó el término dos veces en Tokio y una vez en el Tratado de Paz de San Francisco de septiembre de 1951, que condujo a conversaciones para un tratado de paz bilateral entre Estados Unidos y Japón.
El Tratado de Seguridad de 1951 entre Estados Unidos y Japón, el Acuerdo del Estatuto de las Fuerzas de los Estados Unidos-Corea del Sur de 1953 y el Tratado de Defensa Mutua entre Estados Unidos y China de 1954 (más tarde reemplazado por la Ley de Relaciones de Taiwán) son algunos ejemplos de estas relaciones bilaterales.
En abril de 2014, los diez jefes de defensa de la ASEAN y el Secretario de Defensa de Estados Unidos, Chuck Hagel, asistieron al Foro de Defensa ASEAN-EE. UU. en Hawái. Fue la primera vez que Estados Unidos organizó el foro. Fue parte de un intento de Estados Unidos de fortalecer los lazos militares entre los países.